# Jōtarō Kawakami
 (avril 2025).
Si vous disposez d'ouvrages ou d'articles de référence ou si vous connaissez des sites web de qualité traitant du thème abordé ici, merci de compléter l'article en donnant les références utiles à sa vérifiabilité et en les liant à la section « Notes et références ».
Jōtarō Kawakami (河上 丈太郎, Kawakami Jōtarō), né le 3 janvier 1889 à Tokyo (Empire du Japon) et mort dans la même ville le 3 décembre 1965, est un homme politique japonais qui occupa une place éminente au sein de la gauche japonaise. Il dirigea tout d’abord le Parti socialiste de droite pendant la scission du Parti socialiste japonais, avant de prendre les rênes du Parti démocrate socialiste japonais unifié.

## Biographie

### Début de la vie
Originaire du district tokyoïte de Minato, il était issu de la lignée d’un négociant en bois d’occasion nommé Shintaro Kawakami. En sa prime jeunesse, son père embrassa la foi chrétienne, circonstance qui influa grandement sur la ferveur religieuse ultérieure de Jōtarō. Dès l’âge de cinq ans, ce dernier fut conduit par son père aux assemblées de prière,.
Lorsque l’activité de l’église marquait le pas, il advenait que le père et le fils Kawakami, conjointement avec les pasteurs Kousuke Tomeoka et Shunpei Honma, tinssent des assemblées ferventes durant deux à trois heures, au cours desquelles le jeune Jōtarō s’ennuyait fréquemment. Toutefois, l’ardeur de leurs prières lui imprima une vive marque dans l’esprit. À l’orée de sa scolarité, son père, homme illettré, lui enjoignit de lire chapitre après chapitre l’Ancien Testament, exerçant ainsi une discipline scripturaire précoce. Sur le déclin de ses jours, le père de Jōtarō formula le vœu que son fils empruntât la carrière politique, afin de se vouer au bien commun, tant pour la gloire de Dieu que pour le salut des hommes.
Durant le temps où Kawakami était étudiant au collège Rikkyō, le périodique Yoruzuchōhō (万朝報) fit paraître, en 1903, un article rédigé par Toshihiko Sakai et Shūsui Kōtoku[source insuffisante] ou par Kanzō Uchimura, lequel fustigeait avec vigueur la guerre russo-japonaise. Cette diatribe, empreinte de rigueur critique, impressionna fortement le jeune Jōtarō et éveilla en lui une inclination marquée pour les doctrines socialiste.
Après avoir fréquenté le lycée Daiichi, Kawakami obtient son diplôme de la faculté de droit de l’Université impériale de Tokyo en 1915, où il s’était adonné à l’étude des sciences politiques. Bien qu’il se fût initialement destiné à servir au gouvernement général de Corée, il conçut une vive répugnance pour le régime militaire alors en vigueur en ces contrées, ce qui le conduisit à embrasser la carrière professorale à l’Université Rikkyō. Par la suite, sur les instances d’un confrère, il accepta une nouvelle chaire à l’Université Kwansei Gakuin. C’est durant son magistère en ce lieu qu’il fit la rencontre de Toyohiko Kagawa, penseur pacifiste et chrétien, avec lequel il commença d’enseigner en une école vouée à l’instruction manuelle. Cette expérience fut l’occasion pour lui de s’immerger tout entier dans le mouvement visant à mettre en œuvre les idéaux socialistes.
En outre, à l’époque où il professait encore à Kwansei Gakuin, Kawakami fut agrégé au programme de premier cycle de la faculté de droit de l’Université impériale de Tokyo, se vouant plus particulièrement à la jurisprudence. Ce cursus lui octroya les prérogatives requises pour postuler au titre d’avocat.

### Mariage

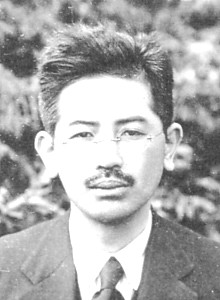
Kawakami jeune homme

À l’époque où Kawakami enseignait encore à l'université Kwansei Gakuin, il résolut d’épouser Sueko Hiraiwa, bien qu’ils ne s'étaient jamais rencontrés et ne connaissaient que par un fortuit échange épistolaire. Le père de la jeune fille, Yoshiyasu, lequel occupait la charge de second directeur de l’Église méthodiste nippone, s’indigna que sa fille eût choisi un époux sans requérir son assentiment et s’opposa à cette union, tenant Kawakami pour un esprit singulier. Sueko employa deux nuits entières à tâcher de fléchir l’ire paternelle et à le convaincre de révoquer son veto.
Attendu que Kawakami n’avait point davantage consulté les siens avant d’opter pour le mariage, son géniteur fit également montre d’une opposition véhémente, en partie motivée par certains préjugés à l’encontre des femmes lettrées. Toutefois, l’assentiment finit par être octroyé, grâce aux auspices favorables qu’une tireuse de sorts avait pronostiqués.
Bien qu’il eût été provisoirement arrêté que la cérémonie nuptiale se tiendrait en un vaste auditorium de l’université Aoyama Gakuin, Kawakami ayant obstinément plaidé qu’une existence devait s’inaugurer en un lieu plus modeste, l’on transféra le mariage au Harris Hall, espace n’excédant pas cinq tsubo (soit environ seize mètres carrés). La étroitesse du lieu contraignit les convives à demeurer debout, faute de pouvoir s’asseoir décemment. Aucune bague ne fut échangée, nulle image commémorative ne fut prise. Après les rites, l’office familial du soir se déroula dans la demeure des Kawakami.

### En tant que parlementaire prolétarien
En 1926, il adhère au Parti des ouvriers et des paysans (労働農民党, Rōdōnōmintō). Après la scission de ce dernier, il se présente aux élections législatives de 1928, qui marquent l’instauration du suffrage universel masculin, sous la bannière du Parti ouvriers-paysans japonais (日本労農党, Nihon Rōnōtō). Il est le seul des treize candidats du parti à être élu, et l’un des huit élus issus des rangs prolétariens,. Il suit les nombreuses fusions du parti dans les années qui suivent, et se présente successivement, mais sans succès, aux élections législatives de 1930 avec le Parti populaire japonais (ja) (日本大衆党, Nihon taishūtō), puis sous l'étiquette du Parti national populaire ouvriers-paysans (ja) (全国労農大衆党, Zenkoku rōnō taishūtō) aux élections législatives de 1932.
Il renoue finalement avec le succès électoral après la formation du Parti socialiste populaire (社会大衆党, Shakai taishūtō) aux élections de 1936 et demeure, dès lors, élu à la Chambre des représentants jusqu’à sa mort.
En 1932, après que plusieurs partis prolétariens japonais eurent conjointement résolu de se fondre au sein du Parti des masses socialistes, Kawakami s’y agrège pareillement et s’y rallie lorsque celui-ci commença à souscrire aux politiques socialistes de l’État. Kawakami vota, à l’instar de la plupart des membres dudit parti, pour l’exclusion de Saitō Takao, suite à son fameux discours antimilitariste prononcé en 1940. En cette même année, Hisashi Asō, figure ayant œuvré à l’affermissement des doctrines nationales-socialistes au sein du Parti des masses socialistes, meurt, et Kawakami lui succède en qualité de directeur de l’Association pour le soutien du Trône. Pour ces motifs, Kawakami est épuré dans l’immédiat après-guerre, étant tenu pour collaborateur belliciste par les autorités d’occupation. Il est ainsi interdit d'activité politique de janvier 1946 à août 1951.

### En tant que leader du Parti socialiste de droite

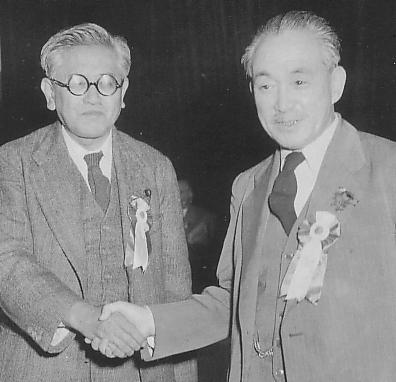
Kawakami (à gauche) avec Mosaburō Suzuki, vers 1950.

Lorsque l’interdiction prend fin, au moment de la scission du Parti socialiste japonais, il rejoint le Parti socialiste de droite dont il devient président. En ce temps-là, Kawakami prononça une harangue où il déclara que la présidence était une croix à porter, ce qui lui valut le sobriquet de « président crucifix ». Peu après, il institua, au sein même de la Diète, des conciles de prière à l’intention des parlementaires chrétiens, lesquels se tenaient chaque matin de jeudi.
En cette année 1952, alors que se déroulaient les élections générales, Kawakami s’adressa à ses partisans en un discours où il déclama :
« Ma longue période de purge est terminée, il m'est enfin possible d'avoir une audience avec vous, mes amis. J'ai été purgé parce que j'avais participé à une certaine organisation. Pour être honnête, même si je n'ai pas toujours participé à cette organisation de mon plein gré, je ne m'excuserai pas beaucoup. Mesdames et Messieurs, si parmi vous tous, certains critiquent à contrecœur mes actions pendant la guerre, je vous prie de porter un jugement impartial lors des élections. Je vous le répète, je souhaite que ceux qui me pardonnent coopèrent non pas pour mon propre bénéfice personnel, mais pour celui du Parti socialiste japonais. »
Il s’est également acquitté d’excuses pour ses agissements durant la Seconde Guerre mondiale. Bien que maints hommes politiques jadis frappés d’ostracisme se soient portés candidats à cette élection, l’on rapporta que Kawakami fut le seul à avoir solennellement reconnu sa responsabilité dans les événements belliqueux.
En 1955, lors de la réunification du Parti socialiste japonais — lequel s’était précédemment scindé en factions de gauche et de droite —, Mosaburō Suzuki, issu de l’aile gauche, fut investi de la présidence, tandis que Jōtarō Kawakami endossa la charge de conseiller. Par la suite, ce dernier s’employa avec ardeur à promouvoir le mouvement pacifiste. Lorsque Nobusuke Kishi, naguère ministre du Commerce et de l’Industrie durant les années de guerre, accéda au ministériat, Kawakami, ressaisissant le poids de ses propres responsabilités belliqueuses, enjoignit à Kishi d’en faire autant, l’exhortant à reconnaître les siennes.
Le 17 juin 1960, Kawakami fut frappé d’un coup de poignard à l’épaule sénestre par un jeune affilié à l'extrême droite, dans ce qui sembla constituer une tentative d’attentat à sa vie,.

### En tant que chef du Parti socialiste
En 1960, lorsque Suehiro Nishio fonda le Parti démocrate socialiste, plusieurs membres de la Diète issus de la faction Kawakami au sein du Parti socialiste japonais le suivirent dans cette scission. L’on rapporte que Kaoru Ōta, président du Conseil général des syndicats du Japon, enjoignit à Kawakami de ne point transférer l’intégralité de sa faction vers le DSP, en contrepartie d’une coopération électorale. Toutefois, afin d’apaiser les esprits au sein de sa propre faction, Kawakami se porta candidat à la présidence du JSP, où il fut défait par Inejiro Asanuma, candidat soutenu par la faction Suzuki, à une faible marge. Cette démonstration inopinée de soutien combla d’aise la faction Kawakami, et son agitation en faveur du DSP s’en trouva assagie. Ainsi, Kawakami parvint à contenir les velléités dissidentes et à préserver, ne fût-ce que temporairement, l’unité du parti. Cependant, après l’assassinat d’Inejirō Asanuma en octobre 1960 et une brève présidence intérimaire assurée par Saburō Eda, Kawakami fut élu à la tête du JSP.
Kawakami, figure centriste, se trouvait par là même situé à l’aile dextre du Parti socialiste japonais. Durant sa présidence, ladite formation persévéra dans la voie de la « réforme structurelle », doctrine naguère énoncée par Eda, laquelle ambitionnait d’offrir une vision plus optimiste de l’avenir nippon, mieux accordée à l’ère de l’essor économique accéléré que ne l’était l’ancienne rhétorique du parti, obstinément attachée à dénoncer les inégalités sociales. Il s’agissait, ce faisant, d’élargir l’assise électorale du mouvement à de nouvelles circonscriptions.
Dans ses dernières années, Kawakami fut assailli par la maladie en pleine campagne électorale, et son état ne fit qu'empirer par la suite. Pressentant que s’il s’obstinait à demeurer à la présidence en un tel état, la postérité lui reprocherait une trop grande âpreté au pouvoir, il enjoignit à son fils aîné, Tamio, de transmettre au Parti socialiste japonais une missive de renonciation. Tamio devait par la suite siéger à la Chambre des représentants et occuper la charge de directeur du bureau diplomatique dudit parti. Kawakami fut suppléé à la tête du parti par Kōzō Sasaki, chef de la faction d’extrême gauche, lequel s’était jadis insurgé avec vigueur contre les politiques de « réforme structurelle ». Sitôt investi, Sasaki abrogea ce programme et ramena le parti à une ligne marxiste plus orthodoxe.
En décembre 1965, Kawakami, accablé par un surmenage extrême, succombe à une hémorragie sous-arachnoïdienne, alors qu’il est alité en un hôpital, une Bible gisant près de sa couche. Dix jours avant que son corps ne fléchisse sous l’effet de la maladie, au cours d’une allocution diffusée par la NHK, il avait avancé que le peuple japonais, pour avoir enduré le premier les affres d’une bombe atomique, se trouvait à l’avant-garde du mouvement pour la paix, lequel constituait, selon lui, la volonté divine. Il avait alors juré de vouer l’intégralité de son existence à l’édification d’une société pacifique.